# Billedvej
Billedvej er en gade i Århusgadekvarteret i Nordhavnen i København, der ligger mellem Trelleborggade og Århusgade i forlængelse af Rostockgade. Gadens navn som den fik omkring 1917 kommer af, at en del af Nordisk Film lå i nr. 2-4.

## Historie og bebyggelse
Gaden ligger ligesom resten af Århusgadekvarteret i et område, der indtil 2014 var en del af Københavns Frihavn med begrænset adgang for offentligheden. Dengang var den nuværende Rostockgade en del af Billedvej, der derfor fortsatte frem til Lüdersvej, den nuværende Helsinkigade.
I forbindelse med områdets ophør som frihavn blev det imidlertid besluttet at omdanne det til en ny bydel med boliger og erhverv, hvilket blandt andet medførte anlæg af flere nye gader. Københavns Kommunes Vejnavnenævnet ønskede at følge traditionen med at give gadenavne efter et bestemt tema, i dette tilfælde internationale havnebyer, og det både for de nye gader og en række af de eksisterende, heriblandt den hidtidige Billedvej. Det medførte dog en del protester fra folk, der ønskede at bevare de hidtidige navne, hvilket nævnet delvist gik med det. For Billedvej endda helt bogstaveligt, idet man indstillede, at delen syd for Århusgade beholdt sit navn, mens den nordlige del skulle omdøbes til Rostockgade. Indstillingen blev godkendt på Teknik- og Miljøudvalgets møde 21 januar 2014 med virkning fra 1. marts 2014.
Opdelingen passede med at de to gader fremover ville blive præget af vidt forskelligt byggeri. På den østlige side af Rostockgade blev de hidtidige pakhuse således ombygget til noget nær nybyggeri med navnet Frikvarteret i 2014-2016. På den vestlige side af Rostockgade og langs begge sider af Billedvej ligger der derimod bevaringsværdige erhvervsejendomme i kvarteret Den røde by, der som navnet antyder overvejende er røde, og som har fået lov at blive stående. Under Besættelsen tilhørte de våbenfabrikken Riffelsyndikatet. Da fabrikken producerede våben for den tyske besættelsesmagt, blev den udsat for en spektakulær sabotageaktion 22. juni 1944, hvor den lange bygning langs med den nuværende Rostockgade blev sprængt. Efter besættelsen havde bygningen forskellige funktioner. I 2017-2018 blev den ombygget til brug for et Meny-supermarked. Her er der opslag med tekst og billeder, der fortæller om bygningens historie.
Blandt bygningerne langs den overlevende del af Billedvej er nr. 8 ved hjørnet af Århusgade værd at bemærke. Bygningen, der er udført i nybarok, blev opført for Russisk Handelskompagni i 1918 og senere benyttet af Riffelsyndikatet. I deres tid blev bygningen en del af et femfløjet kompleks. På siden mod Billedvej er der opsat en mindeplade for frihedskæmperen Julius Møller, der døde her 5. maj 1945. Han var tilknyttet Frihedsbevægelsens havnegrupper, der havde overtaget bevogtningen af Industrisyndikatet ved befrielsen om morgenen den dag. Om eftermiddagen udbrød der imidlertid en skudveksling mellem de tyske skibe i havnen og vagtstyrken og Julius Møller blev dræbt.